# Філістія

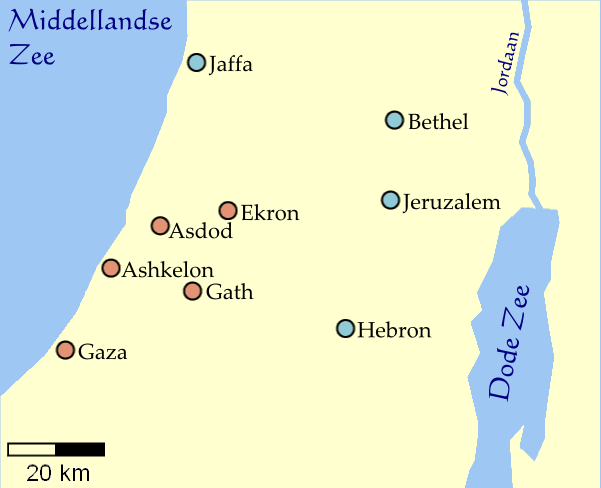

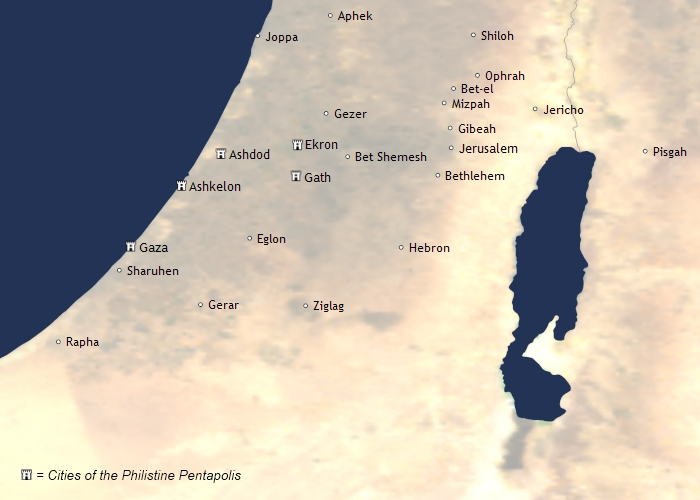

Філістія, або Філістея (англ. Philistia, івр. פלשת, Pleshet, Плешет) — стародавня країна на півдні історичної області Палестина.

## Загальні відомості
Філістія являла собою п'ятимістя (пентаполь), до складу якого входили міста Ашкелон, Ашдод, Гат, Газа і Екрон.
Населяли країну філістимляни, щодо етнічного походження яких точаться суперечки. Вони є одним з так званих «народів моря», і за давніми переказами прибули в Ханаан з Кріту.
Поселившись в Ханаані, філістимляни змішалися з місцевим західно-семітським населенням, від яких перейняли релігію і мову (у Біблії завжди передбачається, що євреї і філістимляни спілкувалися одною і тою ж мовою). Релігія філістимлян зводилася до шанування семітських богів — Дагона, Астарти і Баала.
Філістія займала південну частину прибережної смуги сучасного Ізраїлю включаючи так званий Сектор Гази. Якщо вважати Рафіах найпівденнішим містом Філістії і Яффу найпівнічнішим її містом, а гірський хребет Ізраїлю її східним кордоном, включаючи, таким чином, в Філістію і Шефелу, то вийде ділянка довжиною в 100 км і шириною в 60 км на півдні та 20 км на півночі. До складу Філістії входило також місто Циклаг.
Торговельне й стратегічне значення Філістії визначалося як тим, що країна розташована на березі Середземного моря, так і тією обставиною, що по її території проходила найближча дорога з Єгипту в Ерец-Ісраель.

## Історія
Приблизно в 1190 р. до н. е., коли Єгиптом правив фараон Рамзес III, філістимляни (Purasati) вторглися в Єгипет, але були відкинуті, оскільки Рамсес III розбив ці племена на морі і на суші. Після цього, в 1177 р. до н. е. філістимляни захопили чотири ханаанських міста — Ашкелон, Ашдод, Гат і Газу (п'яте філістимське місто, Екрон, було, ймовірно, засновано ними).
Цікаво, що серед народів, які вторглися в Єгипет, на пам'ятнику Рамзесу III згадується і якийсь народ Dano (Danona). Деякі вчені вважають, що цей народ має відношення до коліна Дана. Але і після завоювання цих ханаанських міст, в даній місцевості продовжували проживати ханаанські племена аввеї, анакім та рафаїм.
У політичному відношенні Філістія поділялася на п'ять князівств, за числом міст. В Герарі, пізніше в Гаті, жив цар, який повинен був враховувати думку п'яти князів; він очолював військо на війні і вирішував питання вступу в союзи.
Озброєння філістимської армії складалося з повстяного шолома, панциря, великого круглого щита, короткіх списів, великих мечів і бойових колісниць.
Країна була відносно розвинена: вважають навіть, що саме філістимляни перші ввели в Ерец-Ісраель вживання заліза, що витіснило мідь і бронзу.
До перемоги Давида над філістимлянами їх містами правили сранім («лідери»), які складали раду філістимського п'ятиграддя. Правом ради було скасувати рішення кожного окремого серена. Пізніше на чолі філістимських міст стояли царі.
Філістимляни були здатні виставити велике, добре оснащене військо, котре включало тяжкоозброєну піхоту, лучників і бойові колісниці. У філістимському війську служили також найманці.
Дуже скоро між євреями і філістимлянами почалася довга завзята війна. Ці війни відбувалися як з суперництва за торгові шляхи, так і за родючі землі.
Перші удари філістимлян були спрямовані, головним чином, проти колін Дана і Веніаміна, почасти також проти Юди, що знайшло відображення в оповіданнях про подвиги Самсона.
Перший час, війна йшла на користь філістимлян — згідно з Біблією вони володарювали над Ізраїлем 40 років.
Звільнення від ярма філістимлян почалося під час пророка Самуїла, хоча тоді у битві під Афеком навіть потрапив до рук філістимлян Ковчег Завіту. Тільки через 20 років євреям, під Каменем Перемоги (העזר אנן), вдалося здобути велику перемогу на Філістією. Війна, однак, тривала і при Саулі, який був розбитий в битві біля гори Гілбоа. Після того, як Давид став царем Ізраїльського царства, він завдав поразки філістимлянам і не тільки звільнив країну від їх ярма, а й зробив Гат своїм васалом. Філістимляни, ставши васалами Ізраїльського царства, стали служити в армії Давида під назвою «загони креті і батогів». За часів Соломона філістимляни перебували в залежності від євреїв. З тих пір самостійної історії філістимлян більше не існувало. Після поразки у війні з євреями, Філістія розпадається на окремі міста-держави. Філістимляни ще продовжували функціонувати, платячи данину єврейським царям. Згодом філістимляни були завойовані Ассирією.
Під час пророка Нехемії жителі Ашдода вороже ставилися до єврейської громади, хоча євреї брали собі дружин почасти й з Ашдода. Монети, викарбувані в Ашдоді, носять єврейські написи.

## Змішування Палестини з Ізраїлем
Назва «Палестина», як відомо, походить від назви «Філістія». Назва Палестина за Ізраїлем утвердилася «завдяки» римлянам, які ненавиділи євреїв з юдейських війн, і хотіли стерти саме ім'я юдейського народу з історії.
В 135 римлянами придушене повстання Бар-Кохби. Імператор Адріан вирішив остаточно розправитися з непокірною Юдеєю. Єрусалим перейменований на греко-римське місто Елія Капітоліна, куди був заборонений вхід євреям, а Юдею (Ерец-Ісраель) перейменували на Палестину або Палестинську Сирію (Syria Palaestine), «щоб назва Ізраїль не згадувалася більше».
Нинішні противники Ізраїлю антисіоністи намагаються видавати єврейську країну за Палестину, при цьому під Палестиною маючи на увазі арабську державу, а під палестинцями — арабів (які прибули в країну після розгрому хрестоносців), які, звичайно, не мали жодного відношення до стародавніх філістимлян, ближчих до греків, і не були семітами.